# Meccanismo biella-manovella
In meccanica il manovellismo di spinta rotativa, comunemente conosciuto come meccanismo biella-manovella, è un sistema per la trasformazione di moto rettilineo alternato in circolare e viceversa.

## Composizione e tipologia
Questo meccanismo è costituito da tre elementi:
- Manovella è collegata con una coppia rotoidale (albero motore) al telaio e alla testa di biella
- Biella è collegata alla manovella e allo spinotto del pistone
- Testacroce o Corsoio è l'elemento che evita la trasmissione di forze laterali al pistone, facendo scorrere il piede di biella lungo una linea retta; che collega la biella al pistone, facendo sì che il pistone sia soggetto solo a forze lungo l'asse di scorrimento

In alternativa il piede di biella può essere messo direttamente in collegamento con il pistone, senza l'uso del testacroce, infatti questo è il classico caso di maggiore applicazione del meccanismo.
Inoltre a seconda di come viene disposto l'asse di scorrimento del pistone il manovellismo può essere:
- Centrato, ovvero l'asse su cui scorre il pistone interseca l'asse dell'albero motore.
- Decentrato o Obliquo quando quest'asse non interseca l'asse dell'albero motore, ma risulta spostato fuori asse.

### Vantaggi e svantaggi della variante senza Testacroce
Con questo sistema si ha come vantaggio:
- Minore ingombro, il corsoio è un elemento che richiede una sua sede di scorrimento e che aumenta le dimensioni del meccanismo.
- Peso minore, richiedendo meno parti ed essendo quelle usate di minori dimensioni, si ha un sistema più leggero.

Con questo sistema si ha come svantaggio:
- Ovalizzazione della sede pistone, questo fenomeno è d'importanza soprattutto nei motori termici o nei sistemi dove è previsto il trattamento di un fluido, dove si cerca la maggiore tenuta possibile del pistone e la migliore affidabilità nel tempo, ma risulta irrilevante nei macchinari dove questo meccanismo serve solo per la trasformazione di un movimento da rotatorio a lineare, come quelli dei demolitori.

## Caratteristiche
Nei sistemi simmetrici/centrati, la lunghezza del movimento rettilineo C (vedi figura), ovvero la corsa del pistone, è il doppio della lunghezza della manovella (raggio di rotazione) M.

Confronto diretto tra due schemi di funzionamento del sistema biella-manovella, in alto del tipo simmetrico con corsoio/testacroce, in basso del tipo obliquo, il numero 1 indica il PMI, mentre il numero 2 indica il PMS

Come si vede in alto nella figura, dove sono rappresentati incrementi costanti dell'arco di rotazione della manovella, gli spostamenti della testa di biella non sono proporzionali all'arco percorso dal piede; la relazione è sinusoidale, infatti se denominiamo B la lunghezza della biella, C la corsa del piede di biella, α l'angolo dalla manovella, e β l'angolo che la biella forma con l'asse del cilindro, risulta
{\displaystyle \;\ C=M+B-(M\cos \alpha +B\cos \beta )=M(1-\cos \alpha )+B(1-\cos \beta )}
dove β dipende dall'angolo della manovella α:
{\displaystyle \;\ M\mathrm {sen} \alpha =B\mathrm {sen} \beta }
e quindi
{\displaystyle \mathrm {sen} \beta ={\frac {M}{B}}\mathrm {sen} \alpha }
In genere il rapporto tra raggio di manovella e lunghezza di biella viene indicato con:
{\displaystyle \lambda ={\frac {M}{B}}}
e quindi, dalle formule della trigonometria:
{\displaystyle \cos \beta ={\sqrt {1-\mathrm {sen} ^{2}\beta }}={\sqrt {1-\lambda ^{2}\mathrm {sen} ^{2}\alpha }}}
ed infine, sostituendo la precedente nell'espressione di C, si ottiene la legge dello spostamento del pistone rispetto all'angolo di manovella:
{\displaystyle \;\ C=M(1-\cos \alpha )+B(1-{\sqrt {1-\lambda ^{2}\mathrm {sen} ^{2}\alpha }})}
D'altra parte, l'andamento del percorso è identica sia nel movimento di andata che di ritorno, a differenza ad esempio dal glifo rettilineo o del sistema biella-manovella obliqui.
In basso nell'immagine è invece possibile vedere la raffigurazione di un sistema biella-manovella obliquo, dove la posizione dei punti morti non è equidistante così come l'inclinazione della biella, questo permette di ridurre la pressione laterale e di conseguenza gli attriti su una fase (generalmente quella di discesa) a discapito dell'altra (generalmente quella di risalita).

## Utilizzo

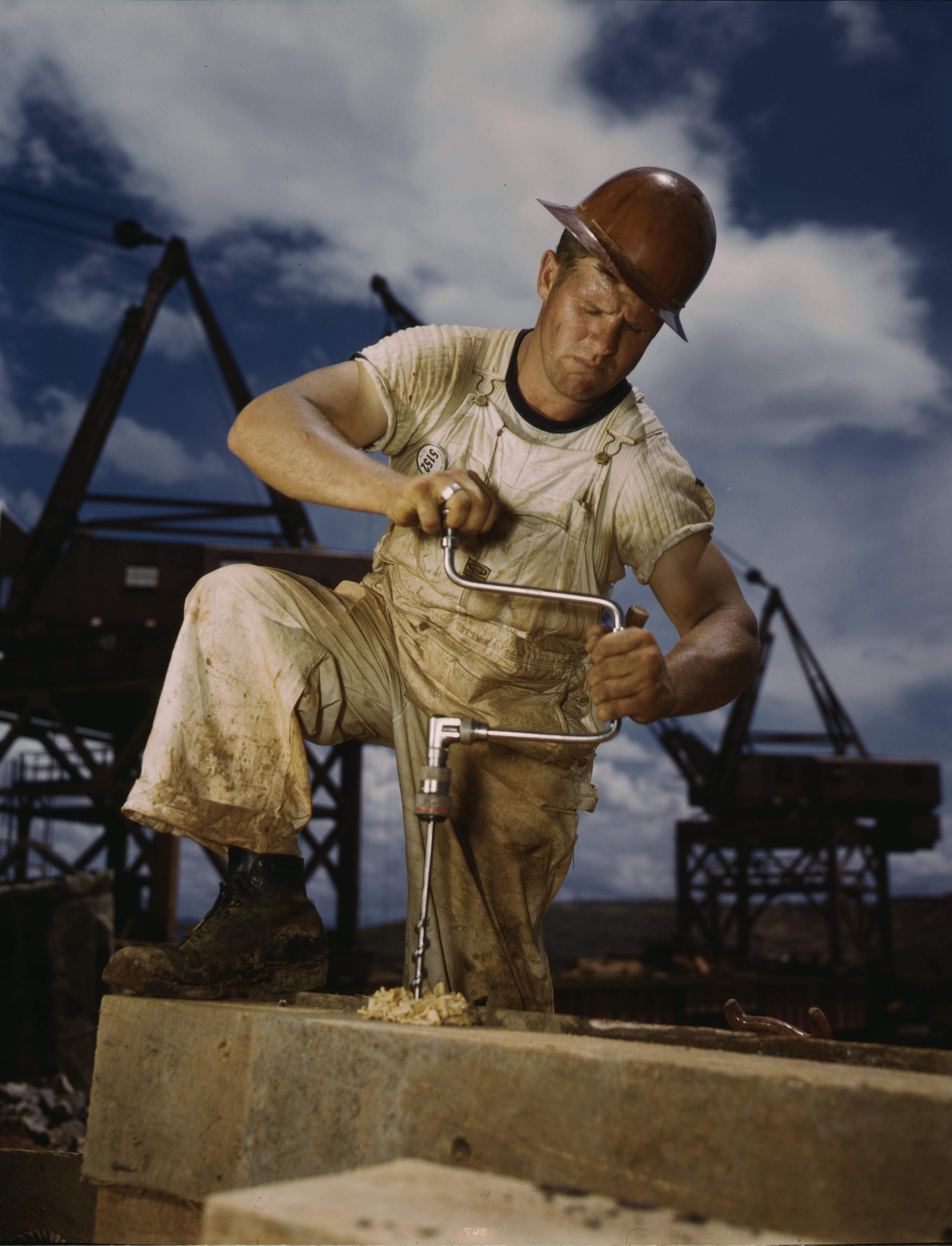
Trapano a mano

Trova larghissima applicazione in numerosi elementi meccanici, dove i più comuni sono:
- Motori a pistoni alternativi (endotermici e non), di larghissimo impiego in ambito automobilistico e motociclistico
- Sistemi di chiusura delle presse da stampaggio
- Macchine utensili, come i demolitori o scalcinatori

## Casi limite
Utilizzando bielle relativamente corte si ha uno spostamento della velocità massima verso il PMS, con una riduzione della velocità nei pressi del PMI, mentre la velocità media rimane la medesima, come assurdo si può arrivare ad adoperare una biella di lunghezza pari alla metà della corsa dell'albero a gomiti (perciò pari alla manovella), il che conferisce una velocità pari a zero da 90° dopo il PMS fino a 90° dopo il PMI, con passaggio repentino dalla velocità nulla alla velocità massima.

## Sistemi simili
Il sistema biella manovella nel corso del tempo ha presentato alcune variazioni come il Ciclo Atkinson o altri sistemi che modificano la velocità del pistone a seconda della fase di funzionamento del motore o che derivano dal sistema Atkinson, come il sistema ExLink (Extended Expansion Linkage Engine)
Altri sistemi prevedono l'uso di due alberi motore a gomiti speculari e controrotanti e interconnessi tra loro, questi alberi sono muniti di una biella per manovella, quindi le bielle sono poste a coppie una di fronte all'altra (le bielle dell'albero motore hanno una loro controparte dal secondo albero motore), ogni coppia di bielle è connessa ad un unico pistone, il quale ha due spinotti per potersi così vincolare alle due bielle, di fatto realizzando un doppio manovellismo obliquo privo di spinte laterali (il pistone non preme lateralmente contro il cilindro), in quanto le due bielle che hanno un'inclinazione speculare durante tutta la corsa del pistone, vanno a ridurre se non annullare le forze laterali che spingono il pistone contro la canna del cilindro, abbattendo gli attriti e riducendo l'usura del pistone e cilindro, inoltre il fatto di avere gli alberi a gomiti controrotanti permette anche di svolgere la funzione di albero di equilibratura, annullando di fatto le vibrazioni di prim'ordine.
Altre varianti prevedono l'uso di una biella a "Y" per 4 pistoni, grazie all'uso di due bilancieri e 8 biellette, questo è possibile grazie alla biella principale ad "Y" che muove i due pistoni centrali, i quali sono connessi tramite biellette ai due bilancieri vincolati ai cilindri o basamento e tramite le ultime biellette si collegano ai pistoni dei due cilindri laterali.